# 阜平构造期
阜平构造期，简称阜平期，是中太古代（32-28億年前）期间的构造期，在此期间，在今中国及周边地区发生了阜平运动或称阜平事件。阜平运动是以河北阜平县命名的，在山西五台山也叫铁堡运动。
阜平期是古陆块形成和陆壳克拉通化的时期。由于年代过于久远，目前的研究还极不充分。